# 渡辺徹 (心理学者)
渡辺 徹（わたなべ とおる、1883年9月7日 - 1957年1月12日）は日本の心理学者で、日本におけるパーソナリティ心理学（人格心理学）の開拓者。1912年にドイツの心理学者ヴィルヘルム・シュテルンの人格学を日本に紹介した。また、没年に至るまで、「個性心理学」という名で独創的な講義をした。心理検査にも早くから関心を示し、この方面での先駆的な業績といわれる「国民知能検査」を開発した。
心理学史の研究では、江戸時代の心学者・鎌田鵬（鎌田柳泓）を「本邦最初の経験的心理学者」として発見した。
心理学の応用に熱心で、日本応用心理学会の設立に際して中心的役割を果たした。
1924年に私学では最初（東京帝国大学・京都帝国大学・東北帝国大学に次いで日本では4番目）の心理学専攻課程を日本大学に創設した（現在の日本大学文理学部心理学科）。蔵書は「渡辺文庫」として日本大学文理学部心理学研究室に保存されている。
1937年 松本亦太郎、楢崎浅太郎らと「重度戦傷者職業指導研究会」を結成。
個人的には、国学者としても一家言を持ち、歌人でもあった。

## 略歴
- 1883年 福島県に生まれる。
- 1910年 東京帝国大学文学部哲学科を卒業。
- 1914年 日本大学で心理学の講義を始める。
- 1920年 日本大学教授。
- 1924年 日本大学に法文学部・文学科・心理学専攻を設立。
- 1936年 日本応用心理学会創立。初代会長。
- 1957年 逝去に際し日本大学から名誉学位が贈られ、記念事業として「渡辺学術賞」が制定された。

## 主要著書
- 『人格論』 精美堂 1912
- 『シュテルン・人格学概論』（訳）中興館 1931
- 『不具の部類による適職分類表』 重度戦傷者職業指導研究会 1938
- 『本邦最初の経験心理学者としての鎌田鵬の研究』中興館 1940
- 『旧新 人国記』 世界社 1948
- 「本邦心理学のあゆみ」（『心理学講座』第1巻）中山書店 1957

## 論文
- 「人格の発生学的観察」 『哲学雑誌』 第27巻 305号 (1912)
- 「価値の本質し関する一考察」 『松本亦太郎博士在職25年記念 心理学及芸術の研究 下巻』 改造社 (1931)
- 「先決問題としての個性の概念」 『心理学研究』 第6巻　5輯 (1931)
- 長谷川貢と共著 「人格価値決定の主要素に関する研究」 『心理学研究』 第9巻 5.6 合輯 (1934)
- ｛本邦における風土心理学の発展過程に関する研究」 『日本大学文学科研究年報』 第5輯 第一分冊 (1937)
- 「個性類型鑑別の一方法とその信頼度」 『教育心理研究』 第12巻 (1937)
- 「足部運動中枢戦傷者の職業選択について」 『教育心理研究』 第13巻 7号 (1938)
- 「肢体不自由者に対する作業設備改善の一例」 『教育心理研究』 第14巻 8号 (1939)
- 「日支両民族性格の比較における二三の資料について 上下」 『教育心理研究』 第15巻 2号・4号 (1940)
- 「日本心理学の建設と性格学の方向」 『吉田静致博士古希祝賀記念論文集』 日本大学 (1941)
- 「職業用人工舗装と作業設備改善」 『心理学研究』 第16巻 5.6 合輯 (1941)
- 「中世軍政家の間における性格類型学的思想の展開について」 『松本亦太郎博士喜寿記念 心理学新研究』 岩波書店 (1943)
- 「人格主義と日本精神」 『心理学研究』 第18巻 1.2 合輯 (1943)
- 「日本精神の心理学的考察」 『現代心理学 5. 民族心理学』 河出書房 (1943)
- 長谷川貢ほかと共著 「人格の適応性に関する心理学的考察 (1)」 牛島義友ほか編 『教育心理学研究 1. 児童の心性と能力検査』 巌松堂 (1949)
- 長谷川貢ほかと共著 「人格の適応性に関する心理学的考察 (2)」 牛島義友ほか編 『教育心理学研究 3. 児童の興味と適性検査』 巌松堂 (1950)
- 「適性検査と職業興味調査」 『標準心理検査法-生徒指導のための』 日本職業指導協会 (1950)
- 「本邦心理学のあゆみ」「法令に規定されている心理学者の職場」 『心理学講座 1. 現代心理学』 中山書店 (1953)
- 「身体障害者福祉法と職業指導の問題」 『職業指導講座 6. 技術編IV』　中山書店 (1955)